# Nils Gottfries
Nils Gottfries, född 1952, är en svensk nationalekonom och läroboksförfattare.

## Biografi
Gottfries blev filosofie doktor i nationalekonomi vid Stockholms Universitet år 1985. Därefter arbetade han som forskare vid institutet för internationell ekonomi vid samma universitet fram till år 1994. Han utsågs som docent vid Stockholms Universitet år 1989. År 1994 utsågs han till professor i nationalekonomi vid Uppsala Universitet och arbetade där som professor fram till sin pension år 2019 då han utsågs till professor emeritus vid samma universitet. 
Gottfries forskning ligger inom det makroekonomiska fältet med fokus på frågor som rör pris- och lönebildning. År 2013 publicerade han en lärobok betitlad "Macroeconomics" på Palgrave-Macmillan förlag vilken används vid undervisningen på flera europeiska universitet. Han har även författat ett antal artiklar och utredningar på svenska. Han var medförfattare till EMU-utredningen (SOU 1996:158) och han argumenterade för att det vore ett misstag för Sverige att gå med i EMU och därigenom byta den svenska kronan mot euro. Han skrev en bilaga till Långtidsutredningen 2011 om den svenska lönebildningen. Gottfries har varit huvudhandledare för fler än 20 svenska makroekonomer under sin tid vid Stockholms universitet och Uppsala universitet. 